# Андреевское (Некоузский район)
Андреевское — местечко (населённый пункт) в Некоузском районе Ярославской области России.
В рамках организации местного самоуправления входит в Волжское сельское поселение, в рамках административно-территориального устройства — в Шестихинский сельский округ.
В Андреевском находится бывшая дворянская усадьба Куракиных. 

## География
Расположено на берегу реки Ильд, в нескольких километрах от автодороги Углич — Некоуз — Брейтово, в 108 км к северо-западу от Ярославля и в 13 км к северо-востоку от райцентра, села Новый Некоуз.

## Население
| 2007 | 2010 |
| ---- | ---- |
| 238  | ↘197 |

Согласно результатам переписи 2002 года, в национальной структуре населения русские составляли 98 % из 211 жителей.

## Дворянская усадьба
Эти земли на протяжении долгих веков входили в состав Мологского уезда. Прабабушка одного из известных владельцев Андреевского графа Алексея Ивановича Мусина-Пушкина (1744-1817) Евдокия Волынцева была замужем за Яковом Саввичем Мусиным-Пушкиным. Когда умерла бездетная сестра Алексея Ивановича Евдокия Ивановна Сухово-Кобылина (1750-1801), участок земли с прилегающим парком по наследству получил Алексей Иванович, видный государственный деятель, дипломат и знаменитый коллекционер. В 1811 году усадьбу в качестве приданого получила дочь графа Наталья Алексеевна, когда вышла замуж за князя Дмитрия Михайловича Волконского, генерал-лейтенанта времён войн с Наполеоном.
В середине XIX века усадьбой владел их сын — Михаил Дмитриевич Волконский, передавший по наследству дочери Елизавете, которая вышла замуж за Анатолия Александровича Куракина в 1864 году. Строительство двухэтажного жилого дома в эклектике, известного по фотографиям начала XX в., относится, вероятно, ко второй половине XIX века, после того, как А. А. Куракин вышел в отставку в 1867 г.: 

Самым впечатляющим сооружением был графский дом, весь комплекс которого был построен в соответствии с новыми романтическими тенденциями, которые сложились в то время в западноевропейской архитектуре, когда в проектировании зданий стали использовать некоторые элементы стилей и декоративных приемов средневекового зодчества. Архитектурный романтизм нашел широкое применение в усадебном строительстве. Все здание в Андреевском было построено по асимметричному плану, как это делалось при сооружении средневековых замков и крепостей. По-особому выделен кухонный корпус, построенный из красного кирпича с величественной смотровой башней. Полукруглой, крытой, остекленной галереей эта часть здания соединялась с построенным из дерева двухэтажным жилым корпусом, восемнадцать величественных колонн которого гармонично вписывались в главный подъезд. Точно сплетенное кружево из двадцати одной ажурной решетки служило украшением балконов второго этажа. Весь архитектурный комплекс казался фантастически сказочным. По своему романтическому замыслу это было единственное здание из всех дворянских усадеб в Ярославской губернии.
А. А. Куракин был одним из богатейших людей России, владеющим различными производствами: так, например, в Андреевском налажено молочное, маслодельное и сыродельное производство. Развитие района было обеспечено индустриализацией и появлением железнодорожной инфраструктуры в 1870-х гг., а именно: строительством первой линии «Рыбинск-Савелино-Бологое» будущей Московско-Виндаво-Рыбинской железной дороги. В 1894 г. А. А. Куракиным был основан кирпичный завод неподалеку от имения, рядом с железнодорожной станцией Шестихино (сохранился корпус завода и дом управляющего). Усадебный комплекс в 1910-е годы 

включал здание главного жилого дома, служебный корпус, парк с каскадными прудами, сад с оранжереями. Вблизи были расположены две водяные и одна паровая мельницы, маслодельный, маслобойный, лесопильный, кирпично-черепичный заводы. Двухклассное министерское училище построено и открыто на средства князя М. Д. Волконского 1 сентября 1835 года. Имелись библиотека, Марьинский родильный приют. В непосредственной близости находилась церковь Благовещения, построенная в конце XVIII века и значительно реконструированная в начале XX века по проекту архитектора В. Демьяновского.
В приусадебном парке частично сохранились дубовая и липовая аллеи, три пруда.

## Архитектура
Ансамбль усадьбы, не считая производственных зданий, включал ныне утраченный деревянный двухэтажный жилой дом, соединенный крытой полукруглой галереей с каменным хозяйственным корпусом (сохранился). Архитектура усадьбы сочетала в себе классические элементы главного здания и эклектику кухонного корпуса. Деревянный жилой дом, на первый взгляд, не выделялся в ансамбле, композиционной доминантой в котором была и остается башня хозяйственного корпуса. Полукруглая галерея с элементами классики стилистически связывала архитектуру двух зданий — деревянного дома и кухни.
Усадебный дом А. А. Куракина был построен, предположительно, во второй половине XIX века, после того, как князь вышел в отставку в 1867 г. После революции имение было национализировано, а в 1930-х гг. дом был разобран и перевезен в рабочий поселок Волга. С 1949 по 1959 год в Андреевском находилась женская тюрьма. Позже в хозяйственном корпусе располагалось правление совхоза «Богатырь». В настоящий момент также сохранилась крытая галерея, изначально соединявшая кухню и усадебный дом.

Усадебный дом был симметричен относительно парадного входа и состоял из трех объёмов: центрального и двух боковых ризалитов. Крытую террасу второго этажа также фланкировали выступающие пространства. Чередование объёмов в композиции дома, архитектурных элементов (капителей колонн и пилястр) свидетельствуют о близости к эклектике. Колонны первого этажа центрального объёма были дорическими, второго — ионическими. Пилоны боковых ризалитов располагались на одной линии с ионическими пилястрами на фасадах второго этажа. Крыша была разделена с объёмом стен карнизом с дентикулами. Имеются три фотографии комнат второго этажа усадьбы.

Использование классических элементов в деревянной архитектуре усадьбы напоминает другой образец деревянного классицизма в Ярославской области — утраченную усадьбу Урусовых в с. Спасское 1830-х гг.

Вероятно, в основании хозяйственной пристройки был сохранен ранний объём XVIII века. Сплошное застекление мансарды по периметру башни отсылает к более позднему периоду в развитии архитектурных стилей — модерну. Можно предположить, что башня была пристроена позже основного объёма в конце XIX века. Несмотря на отсутствие в Интернете сведений о времени строительства, форма башни и дымовых труб могут напоминать архитектуру английского модерна, в частности, постройки Ч. Макинтоша. За счет классического оформления наличников окон башни ансамбль обретает стилистическое единство. Интерьер хозяйственного корпуса утрачен, за исключением напольной плитки и печи.

Усадьба Куракиных
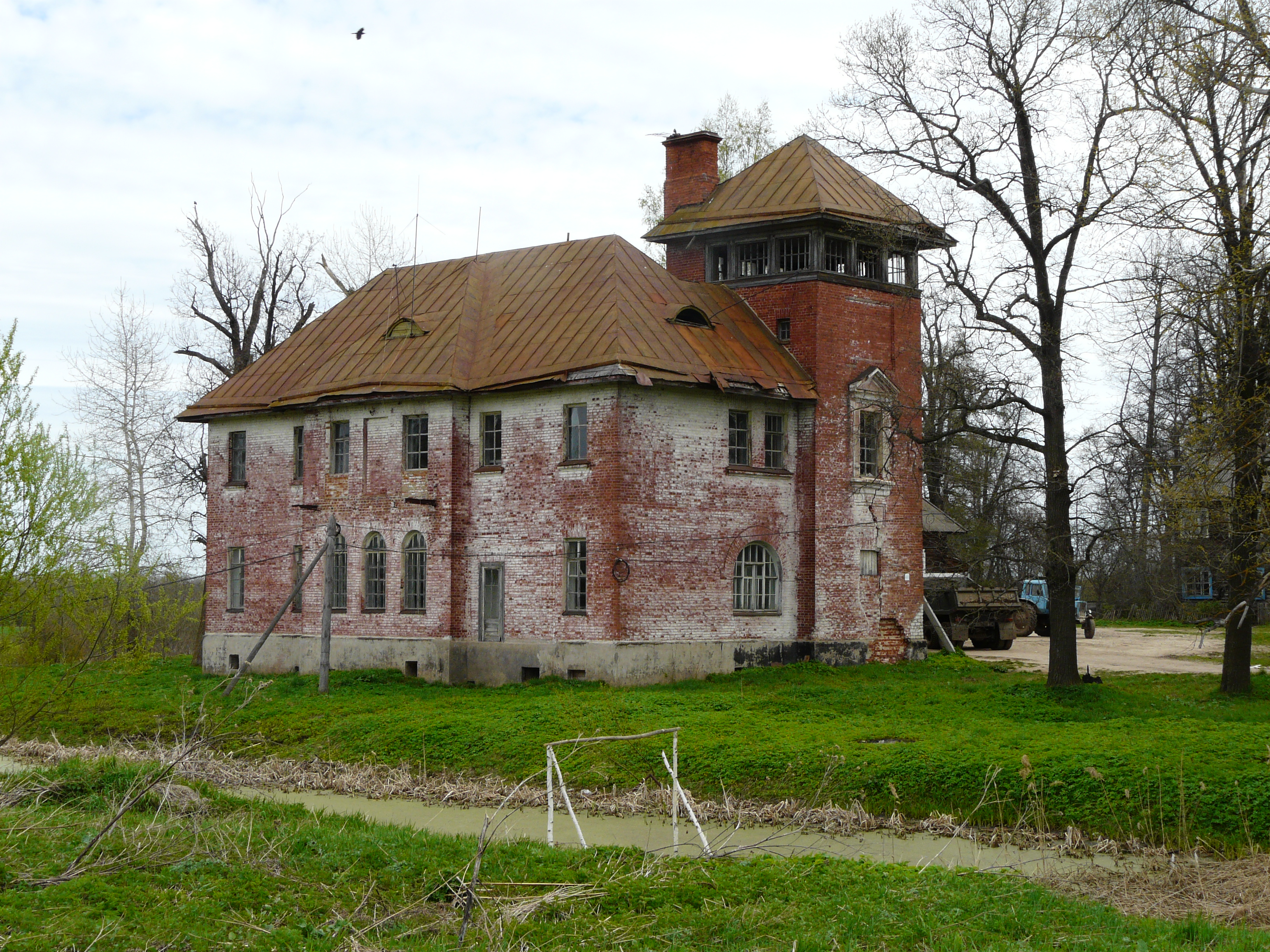
Кухонный комплекс в Андреевском (сер. XIX в.)
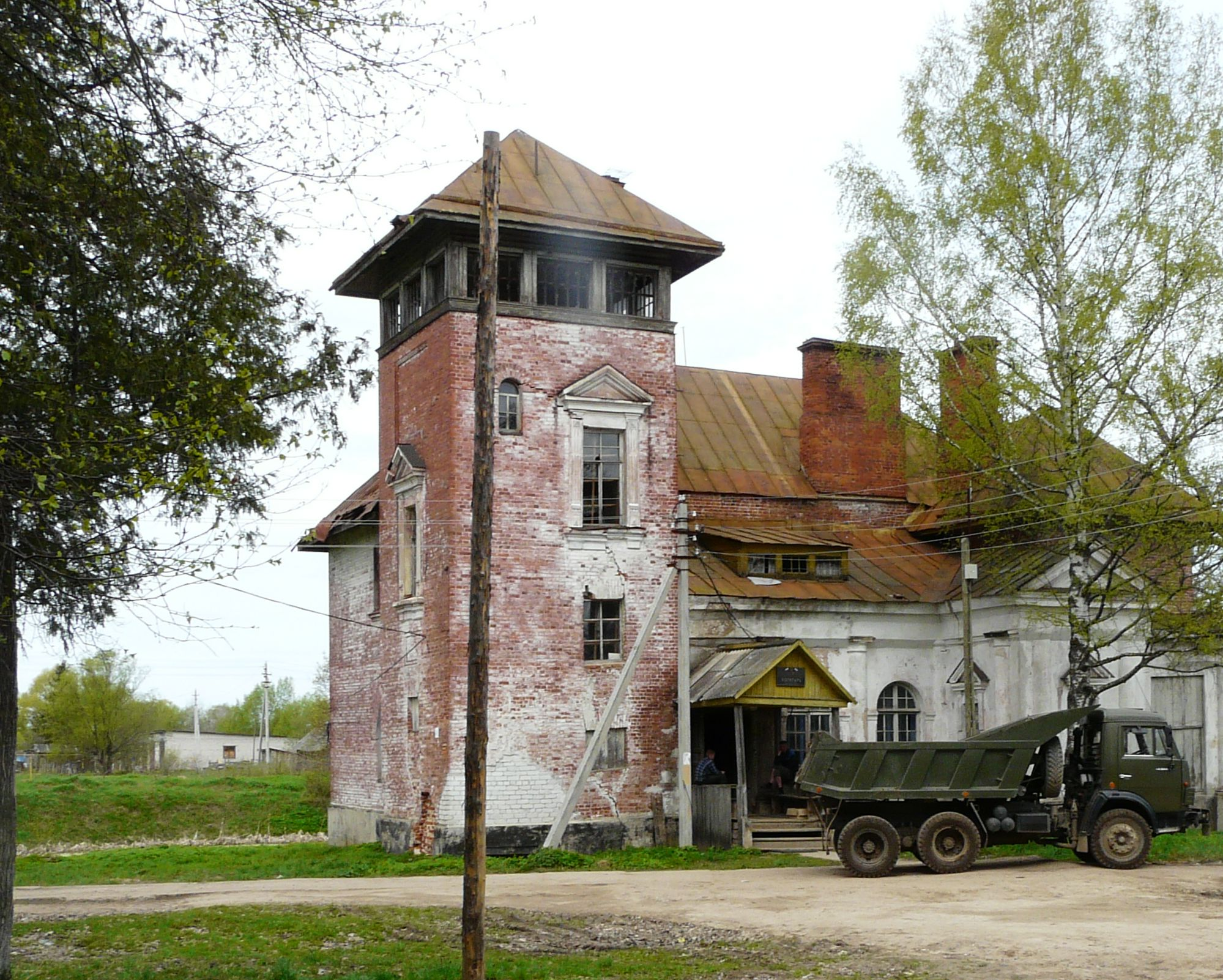
Внутренний двор
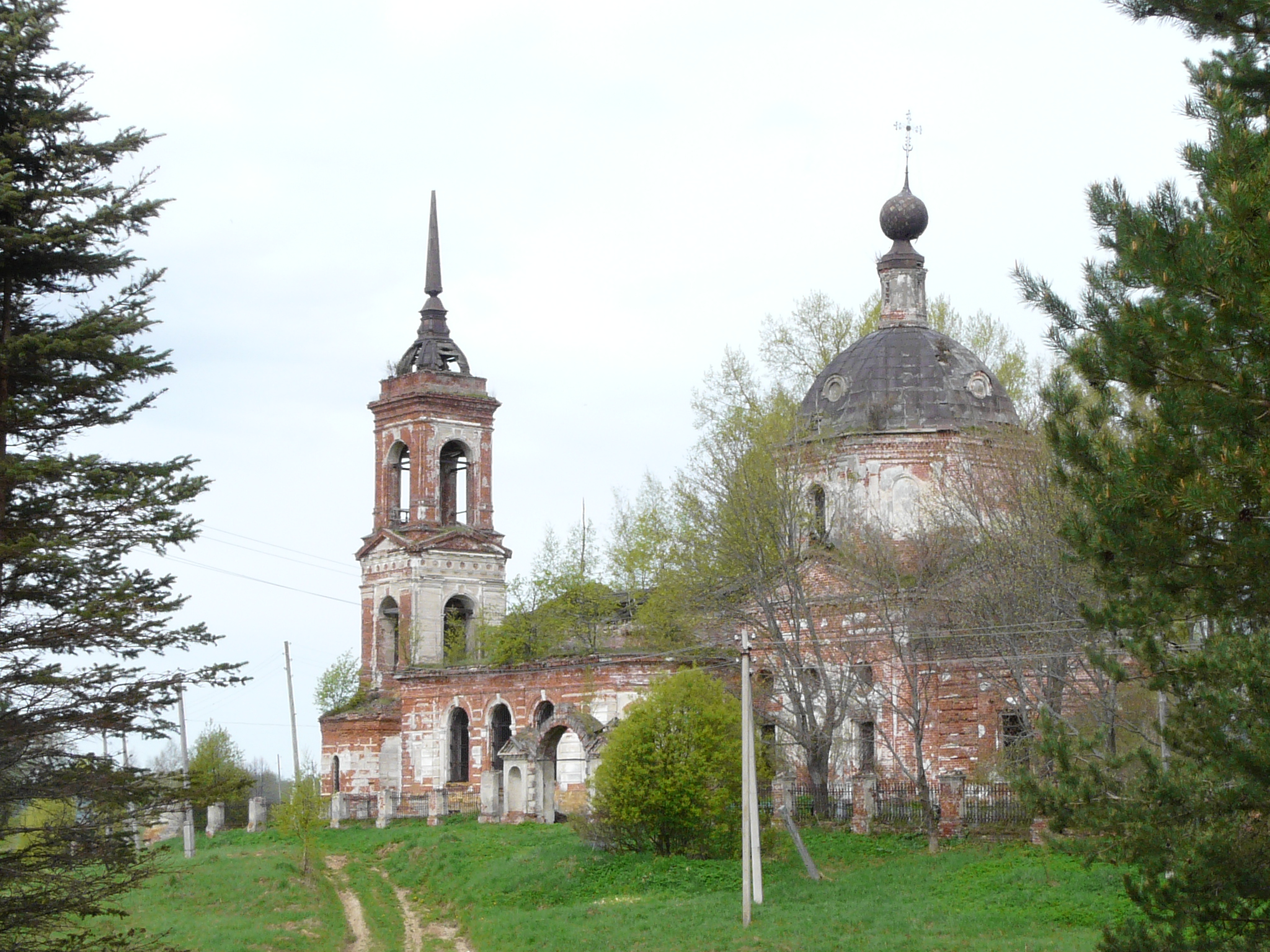
Усадебная церковь Благовещенья в селе Марьино

## Известные уроженцы
Генрих Фишер, деятель российского революционного движения.